# Diocese de Benguela
A Diocese de Benguela (em latim: Diœcesis Benguelensis) é uma circunscrição eclesiástica da Igreja Católica em Angola, pertencente à Província Eclesiástica do Huambo, sendo sufragânea da Arquidiocese do Huambo. A sé episcopal está na catedral de Nossa Senhora de Fátima, na cidade de Benguela, na província de Benguela.

## História
Foi criada no dia 6 de junho de 1970 pela bula Omnimode solliciti, pelo Papa Paulo VI, quando foi desmembrada da diocese de Nova Lisboa. Foi primeiro bispo o senhor dom Armando Amaral dos Santos.
Entre sua fundação e 3 de fevereiro de 1977 foi sufragânea da arquidiocese de Luanda, quando tornou-se parte da província eclesiástica da arquidiocese do Huambo.
Tem uma superfície de 20.780 km². Está localizada no centro litoral de Angola e, além da província de Benguela, abarca parcelas territoriais de Chicala-Choloanga, pertencentes à arquidiocese. A população do território diocesano é composta por inúmeras origens étnicas, mas com uma maioria de ovimbundos.
É a diocese com mais sacerdotes em Angola, a maioria delas ordenados por dom Óscar Lino Lopes Fernandes Braga, segundo bispo da diocese. Entre 2008 e 2009 a diocese foi governada por dom Eugenio Dal Corso, seu terceiro bispo. No dia 26 de março de 2018, o Papa Francisco nomeou o dom António Jaca para ser o 4° bispo.
Em 1 de agosto de 2024, cedeu partes de seu território para a ereção canônica da Diocese de Ganda.

## Lista de bispos de Benguela
|                   | Nome                             | Período     | Notas                      |
| Bispos            | Bispos                           | Bispos      | Bispos                     |
| ----------------- | -------------------------------- | ----------- | -------------------------- |
| 4º                | António Francisco Jaca, S.V.D.   | 2018-atual  |                            |
| 3°                | Eugenio Dal Corso, P.S.D.P.      | 2008-2018   | Foi criado cardeal em 2019 |
| 2º                | Oscar Lino Lopes Fernandes Braga | 1974-2008   |                            |
| 1º                | Armando Amaral dos Santos        | 1970-1973   |                            |
| Bispos auxiliares |                                  |             |                            |
|                   | Estêvão Binga                    | 2021 - 2024 | Nomeado bispo de Ganda     |